# Aeroportul Hollywood Burbank
Aeroportul Hollywood Burbank (IATA: BUR, ICAO: KBUR, FAA LID: BUR) este un aeroport din California, Statele Unite ale Americii ce deservește zona Burbank. Aeroportul a fost tranzitat în 2023 de 6.034.729 de pasageri. A fost deschis în 1930 și numit după zona deservită.
Situat la o altitudine de 237 m, aeroportul dispune de 2 piste. Este operat de TBI plc⁠(d).

## Infrastructură

### Piste
Aeroportul dispune de 2 piste. Pista 08/26 are suprafața de asfalt și dimensiunile 5.802 picioare × 150 picioare. Pista 15/33 are suprafața de asfalt și dimensiunile 6.886 picioare × 150 picioare. 